# Can Planes de Matamala
Can Planes de Matamala és una masia de les Llosses inclosa a l'Inventari del Patrimoni Arquitectònic de Catalunya.

## Descripció
És una masia de grans dimensions, de planta rectangular, i consta de planta baixa i dos pisos. Coberta de teula àrab de doble vessant. Té la façana principal al sud, a la qual s'hi accedeix per l'era. La planta baixa era destinada a espais agraris i els dos pisos a residència. Té un cobert adossat a la part sud i un altre a ponent, així com d'altres construccions, avui abandonades, a tramuntana. El fet de no ser habitada regularment ha alleugerit el seu estat d'abandonament, de tal manera que comença a mostrar signes greus d'envelliment.

## Història
La casa va ser construïda el 1780 per Plana Xicoy, segons es desprèn de la llinda que presideix l'entrada principal. Des de llavors ha sofert modificacions importants, entre les quals cal destacar les construccions adossades als seus murs. Un dels coberts adossats data dels anys vint del segle xx. Ha esdevingut segona residència, llogada els estius i caps de setmana. Al mateix temps és utilitzada com a explotació ramadera pels masovers de cases veïnes.